# 黑潭北站
黑潭北站（英語：Blackpool North railway station）是服務英國蘭開夏郡黑潭的主要鐵路車站，該站是黑潭支線的終點站，位於普雷斯頓車站西北方28公里處。
車站建立於1846年4月29日，目前的車站則於1974年啟用。